# Technomyrmex montaseri
Technomyrmex montaseri es una especie de hormiga del género Technomyrmex, subfamilia Dolichoderinae. Fue descrita científicamente por Sharaf et al. en 2011.
Se distribuye por la región paleártica, en Omán, Arabia Saudita y Yemen.